# Senoklas, Haskovo
Senoklas (în bulgară Сеноклас) este un sat în comuna Madjarovo, regiunea Haskovo,  Bulgaria. 

## Demografie
Componența etnică a satului Senoklas
     Bulgari (97,26%)
     Nicio identificare (2,73%)
     Altele (0%)
La recensământul din 2011, populația satului Senoklas era de 73 locuitori. Din punct de vedere etnic, majoritatea locuitorilor (97,26%) erau bulgari. Pentru 2,73% din locuitori nu este cunoscută apartenența etnică.